# Стрічкові сушарки

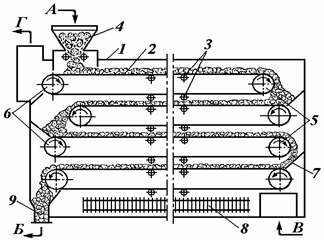
Багатострічкова сушарка: 1 – корпус сушарки; 2 – нескінченна стрічка – транспортер; 3 – опорні ролики; 4 – бункер завантажувальний; 5 – барабан ведучий; 6 – барабан ведений; 7 – стінка розділова; 8 – парові калорифери; 9 – бункер вивантажувальний; Потоки: А – вологий матеріал; Б – висушений матеріал; В – повітря свіже; Г – повітря відпрацьоване.

Стрічкові сушарки — сушарка для термічної сушки матеріалів.  
Стрічкові сушарки застосовують для сушіння крупногрудкових, волокнистих і пастоподібних матеріалів  (рис.), у яких у корпусі сушарки матеріал рівномірним шаром товщиною до 50 мм розміщений на стрічковому транспортері, повільно переміщуваному від завантажувального пристрою до розвантажувального бункера.
У багатострічкових (багатоярусних) сушарках транспортерні стрічки розташовуються одна над одною і переміщуються в протилежних напрямках. Сушильний агент звичайно подають протитечією до висушуваного матеріалу, під час пересипання матеріалу з однієї стрічки на другу відбувається його розпушення, що сприяє інтенсифікації процесу сушіння.
Стрічкові сушарки можуть бути багатозонними з регульованим температурним режимом сушіння у зонах.